# لاري برينك
لاري برينك (بالإنجليزية: Larry Brink) هو لاعب كرة قدم أمريكية أمريكي، ولد في 12 سبتمبر 1923 في ميلاكا في الولايات المتحدة، وتوفي في 7 أغسطس 2016 في ردينغ في الولايات المتحدة.

## وصلات خارجية
- لاري برينك على موقع مرجع كرة القدم المحترفة.كوم (الإنجليزية)